# Calle de los Jardines

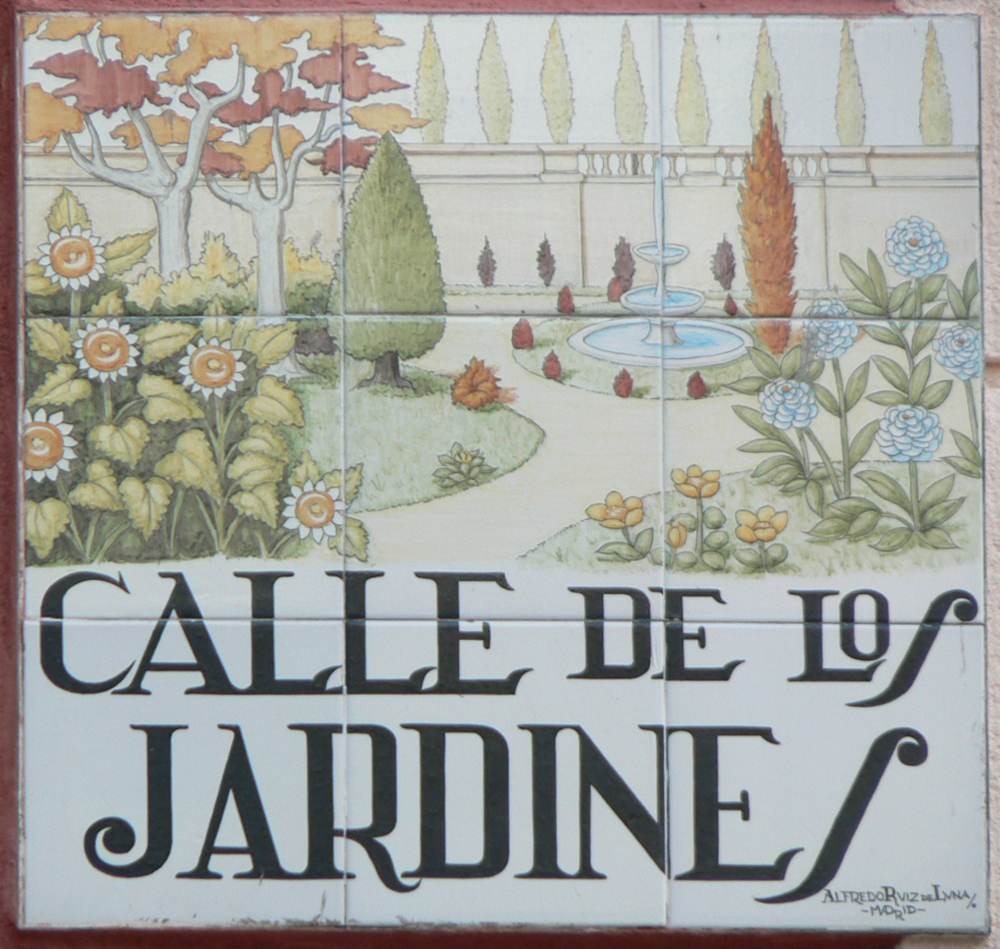
Placa de azulejos del callejero antiguo de Madrid, obra de Alfredo Ruiz de Luna González.

La calle de los Jardines, más conocida como Jardines, es una pequeña vía urbana del barrio de Sol en el distrito Centro de Madrid. Discurre en sentido oeste-este entre la calle de la Montera y la calle Peligros, entre la Gran Vía y el inicio de la calle de Alcalá.

## Historia
Aparece con este mismo nombre tanto en el plano de Teixeira de 1656 como en el de Espinosa de 1769. Pedro de Répide la situaba en el barrio de Jardines (lo que da una idea de su antigüedad), y dependiente de la parroquia de san Luis (que generó el núcleo urbano de la Red de San Luis). El origen legendario de su nombre la relaciona con la existencia de varias casas con "bellísimos jardines a la italiana", promovidas por Jacobo de Grattis, caballero modenés que fue a España como secretario del nuncio apostólico de Gregorio XIII, y se estableció en el Madrid del siglo xvi, donde adquirió y explotó varias fincas. En las de esta calle residieron, además del “Caballero de Gracia”, otros diplomáticos europeos, como M. de Forguebans, embajador de Francia, y Leonardo Donato, cuando era embajador de la Serenísima República de Venecia, de la que luego sería el nonagésimo Dux. Quizá la presencia de tan lustrosa vecindad hizo que, ya en 1746, se elevara una protesta y se solicitase el cierre de dos carbonerías que había en la calle dando como razones «el peligro que para un incendio presentaba la mercancía y las continuas molestias que ocasionaba la descarga de esta». También, según anota Répide, existieron durante «trescientos años» en esta calle varias casas de baños.
En el número n.º 16, abrió en 1868 una de sus sedes la Sociedad Fomento de las Artes, institución creada en 1847 como centro de instrucción para las clases populares.

### Movidas y refugiados

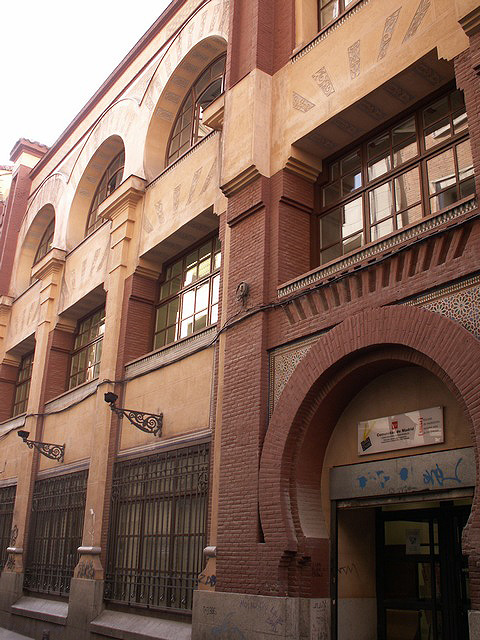
Oficina de Atención al Refugiado, en el n.º 4

En el número 3, junto a Montera, se abrió en 1979 la sala de conciertos El Sol, por la que desfilaron los principales grupos de la movida madrileña, y que luego amplió su espectro musical a todo tipo de celebraciones del mundo de la cultura (presentaciones de libros y discos, entrega de premios), incluyendo el rodaje de películas, o videoclips de grupos como Extremoduro o cantantes como María Jiménez.
Desde 2015 se encuentra en el edificio ‘neomudéjar’ del número 4, la sede de la Oficina de Atención al Refugiado, en Madrid. El inmueble se construyó a comienzos del siglo xx y fue entre 1912 y 1922 redacción del periódico La Tribuna.